# Anghel Radovici
Anghel Radovici (n. 5 noiembrie 1885, București – d. august 1956, București) a fost un medic neuro-psihiatru român, de origine evreiască.

## Biografie
Prin mamă era rudă cu filologul Moses Gaster (1856-1939). Extern și intern prin concurs, a obținut doctoratul la Facultatea de Medicină din București.
Ca medic, a făcut campania din Bulgaria (1913) și - în Primul Război Mondial - cea din Moldova (1916-1918), contractând tifos exantematic. 
În anii 1920-1921 a făcut împreună cu Jean Lhermitte cercetări cu privire la circulația influxului nervos, la spitalul Salpêtrière din Paris.
A fost asistent și colaborator al profesorului Gheorghe Marinescu (1863-1938), împreună cu care a descris „reflexul palmo-mentonier”, conferențiar universitar și medic neuro-psihiatru în București. „Causeur” talentat, conferințele lui de popularizare medicală erau foarte apreciate de marele public, ca și cartea lui „Cum guvernează creerul” (București, 1935). Autor al monografiei „La syphilis nerveuse” (1928).
Scos din învățământ de legile rasiale din 1940, a practicat mai departe într-un cabinet privat. Co-optat în "Centrala evreilor pentru probleme sanitare”, a putut ameliora situația evreilor deportați în Transnistria, arătând între altele că „epidemia” de paralizie din lagăre se datora hrănirii deținuților cu mazăre furajeră (latirism).
Ținut de o parte de colegii comuniști pentru „păcatul” de a fi făcut parte din Centrala evreilor, a practicat mai departe la București până la moartea lui în august 1956.
Foștii lui asistenți relatează răbdarea lui la căpătâiul bolnavilor și talentul lui de clinician.

## Urmași
Virgil Radovici (1918-1972), fiul lui Anghel Radovici, a fost și el medic neuro-psihiatru la București.
Nadia Ana Radovici (1921-2005), căsătorită Nahmias, fiica lui Anghel Radovici, licențiată în fizică și chimie la Universitatea din București, a condus un timp Analele de Chimie ale Institutului Româno-Sovietic. Plecată în Olanda, a lăsat un volum de amintiri din copilărie (La Prière d’Anna, Paris 1976) și câteva studii despre Marcel Proust și despre Jane Austen.